# Los Tojos
Los Tojos è un comune spagnolo di 424 abitanti situato nella comunità autonoma della Cantabria, comarca di Saja - Mansa.
È un comune montano della parte alta della Valle del Saja formato dai cinque nuclei urbani di Bárcena Mayor, Correpoco, Saja, El Tojo e Los Tojos. Il capoluogo Los Tojos che dà il nome al comune dista 62 km da Santander, capitale della regione autonoma.
È in parte compreso nel Parque natural Saja - Besaya.
Nel corso del XX secolo a causa dell'emigrazione (stranamente più femminile che maschile) il comune ha dimezzato il numero di abitanti che sono in prevalenza dediti all'agricoltura e all'allevamento del bestiame. L'età media risulta di 47,1 anni, indice di una prevalenza degli adulti e dei vecchi sui giovani. La ripartizione della popolazione attiva a seconda del settore d'impiego vede il 31,6% di addetti all'agricoltura e allevamento del bestiame, il 7.7% all'industria e artigianato, il 21,4% all'edilizia e il 39,3% nel settore terziario dei servizi. Il tasso di attività è del 53,8% più alto di quello medio della Cantabria che è del 52.5%; il tasso di disoccupazione è del 7,1%, metà di quello medio regionale che è de l 14,2%.
Molto diffusa e di produzione pregiata è l'apicoltura e tipico è l'artigianato della lavorazione del legno favorito dall'abbondanza di legname disponibile grazie ai molti boschi del territorio comunale. 
Produce, oltre ai mobili, carri, basti per animali e strumenti di lavoro come rastrelli, pale ed altri oggetti.

## Storia
In tutta la Cantabria la più antica presenza umana risale al Paleolitico e continua nelle epoche successive e gli stanziamenti stabili furono in epoca protostorica di tribù celtoibere che si opposero per diverso tempo all'invasione romana che però al tempo di Augusto s'insediò nel territorio portando grandi opere idrauliche e stradali. La rete stradale romana era formata da alcune grandi arterie e da una rete di strade secondarie; la valle del Saja fu appunto attraversata da una strada secondaria romana che l'univa alla valle di Campoo. Il Cristianesimo si diffuse rapidamente in Cantabria e si rafforzò con il formarsi dei regni dei Visigoti, che si erano cristianizzati in Gallia e che professavano il Cattolicesimo romano dopo aver abbracciato l'arianesimo ripudiato pubblicamente per tutto il suo popolo dal re Recaredo nel 589. Grande fu il potere delle chiese e dei monasteri esercitato sui paesi che si erano venuti a formare attorno a loro. Questi paesi col tempo si diedero dei Consigli di rappresentanti le varie famiglie diretti dall'alcalde (sindaco) nominati dalla popolazione. I Consigli esercitavano il potere amministrativo mentre il potere politico, militare e giuridico era prerogativa del re che lo esercitava tramite un suo governatore che sovraintendeva ad uno o più paesi. Questo regime fu detto di realengo. Il re aveva il diritto di imporre tributi avendo la signoria del paese, signoria che poteva vendere, dare in pegno a garanzia di un prestito ricevuto o donare per riconoscenza o liberalità. Questa fu la situazione dei paesi della Valle del Saja che finirono assieme ad altri paesi delle valli cantabriche finirono nel XV secolo sotto la signoria della potente famiglia dei Vega-Mendoza, duchi dell'Infantado. Questi signori di fatto cancellarono il realengo esercitando un potere dittatoriale e commettendo abusi sicché i consigli dei paesi delle valli si rivolsero al re chiedendo il ristabilimento del regime di realengo, avendo il re rifiutato intrapresero una lunga azione legale detta del Pleito de los Valles che si risolse dopo circa cento anni con la sentenza della Real Chancilleria di Valladolid che diede ragione ai consigli delle Valli, fu ristabilito il realengo e i paesi della Valle di Saja furono integrati nella provincia de los nueve valles le cui Juntas si tenevano a Puente San Miguel.
Questa situazione durò fino al 1822 quando fu abolito il regime feudale e i paesi di Viaña, Correpoco, Los Tojos e Bárcera Mayor si unirono in un solo comune col nome di Correpoco. Nel 1835 in seguito alla riforma amministrativa del regno i Spagna il comune, integrato con El Tojo
e con i confini attuali, assunse il nome di Los Tojos e fu assegnato alla provincia di cantabria. Da allora la sua storia non ha più registrato fatti rilevanti.

## Monumenti e luoghi d'interesse
fra i monumenti religiosi si distinguono le chiese di San Juan Bautista di Correpoco del XVI secolo, di San Miguel  di El Tojo dello stesso secolo, di Santa Águeda di Saja del XVII secolo e di
Santa Maria in Barceda Mayor dei secoli XVII.XVIII. Per quanto riguarda il patrimonio architettonico civile c'è da segnalare l'intero paese di Barcena Mayor dichiarata Conjunto de intêres historico artistico per il suo complesso di costruzioni tipiche di pietra.
Da segnalare anche i resti della Calzada romana, la strada romana che passava nel territorio comunale.

## Feste
- 24 giugno San Juan bautista in Correpoco,
- 6 agosto San salvador in El Tojo,
- 16 agosto San Roque in Correpoco,
- 30 agosto Los Santos Martires in Saja
- 29 settembre San Miguel Arcángel in Saja.

Da segnalare la Feria de Cavaldriz che si svolge a Correpoco il 2 ottobre. Le ferias non sono legate ad alcuna festa religiosa e sono fiere e mercati e nello stesso tempo anche feste.